# 한석범
한석범(韓錫範, 1897년 8월 26일~?)은 대한민국의 제헌국회의원이다. 한국 전쟁 때 조선민주주의인민공화국으로 납치되어 조선민주주의인민공화국에서 사망하였다. 현재 유가족으로 슬하 1남 5녀가 대한민국에 살고있고, 부인은 2007년 별세(부산)하였다.

## 학력
- 진주공립국민학교 졸업
- 부산공립상업학교 2년수료

## 경력
- 3·1 운동에 참여
- 대한독립촉성국민회 부산지부 부위원장
- 한국민주당경남도당 부위원장
- 부산공립여자중학교 후원회장
- 대한독립촉성국민회 경남지부 총무
- 1948년 5월 10일 : 제헌 국회의원(경남 부산병)

## 역대 선거 결과
|  | 28.90% |

|  | 0% |

## 참고 자료
- 《대한민국 의정총람》, 국회의원총람발간위원회, 1994년
- 한석범 - 대한민국헌정회